# Nuevo Hidalgo
Nuevo Hidalgo är en ort i Mexiko.   Den ligger i kommunen Tlaola och delstaten Puebla, i den sydöstra delen av landet, 150 km nordost om huvudstaden Mexico City. Nuevo Hidalgo ligger 1 029 meter över havet och antalet invånare är 382.
Terrängen runt Nuevo Hidalgo är lite bergig. Runt Nuevo Hidalgo är det ganska tätbefolkat, med 86 invånare per kvadratkilometer. Närmaste större samhälle är Huauchinango, 18,9 km väster om Nuevo Hidalgo. I omgivningarna runt Nuevo Hidalgo växer i huvudsak städsegrön lövskog.